# Shaw Communications
Shaw Communications Inc. er en canadisk telekommunikationsvirksomhed, som udbyder fastnet, mobiltelefoni, internet, tv og relaterede services. Virksomheden har hovedkvarter i Calgary, Alberta og er størst i Alberta og British Columbia og via. nationalt satellit-tv. Shaws mobiltelefoniselskab er Freedom Mobile, som findes både under Freedom og Shaw Mobile brands.
Shaw blev etableret i 1966 af JR Shaw som Capital Cable Television Company, Ltd. i Edmonton, Alberta.